# Eleições gerais na Samoa Americana em 2008
As eleições gerais na Samoa Americana de 2008 foram realizadas em 4 de novembro.